# Emil Knoevenagel

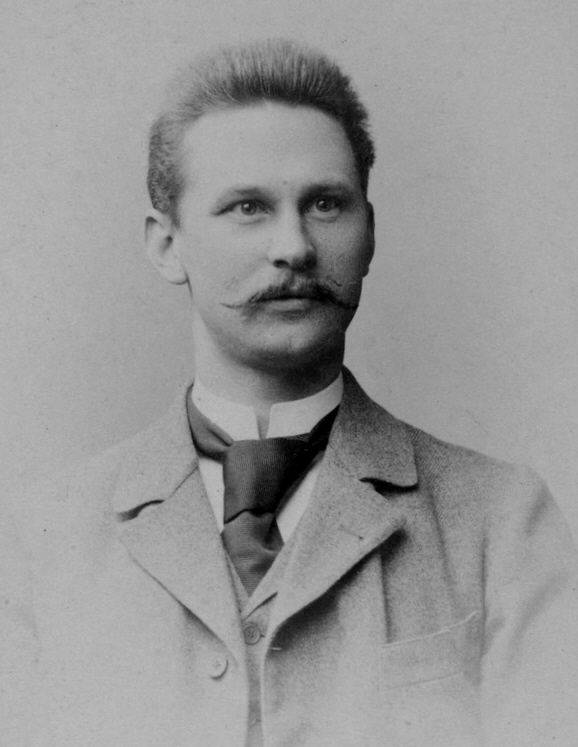
Knoevenagel rond 1892

Heinrich Emil Albert Knoevenagel (Hannover, 18 juni 1865 – Berlijn, 11 augustus 1921) was een Duits scheikundige die in 1898 de knoevenagel-condensatie ontwikkelde.
Knoevenagel studeerde eerst in zijn geboortestad en ging nadien als assistent van Victor Meyer eerst naar de Universiteit van Göttingen en daarna naar die van Heidelberg, waar hij in 1892 afstudeerde. Vanaf 1896 was hij hoogleraar in Heidelberg.